# Drägerwerk
La società tedesca Drägerwerk AG & Co. KGaA di Lubecca, sviluppa e produce apparati e sistemi tecnologici in ambito medicale e di sicurezza.

## Settori

### Tecnologia medica

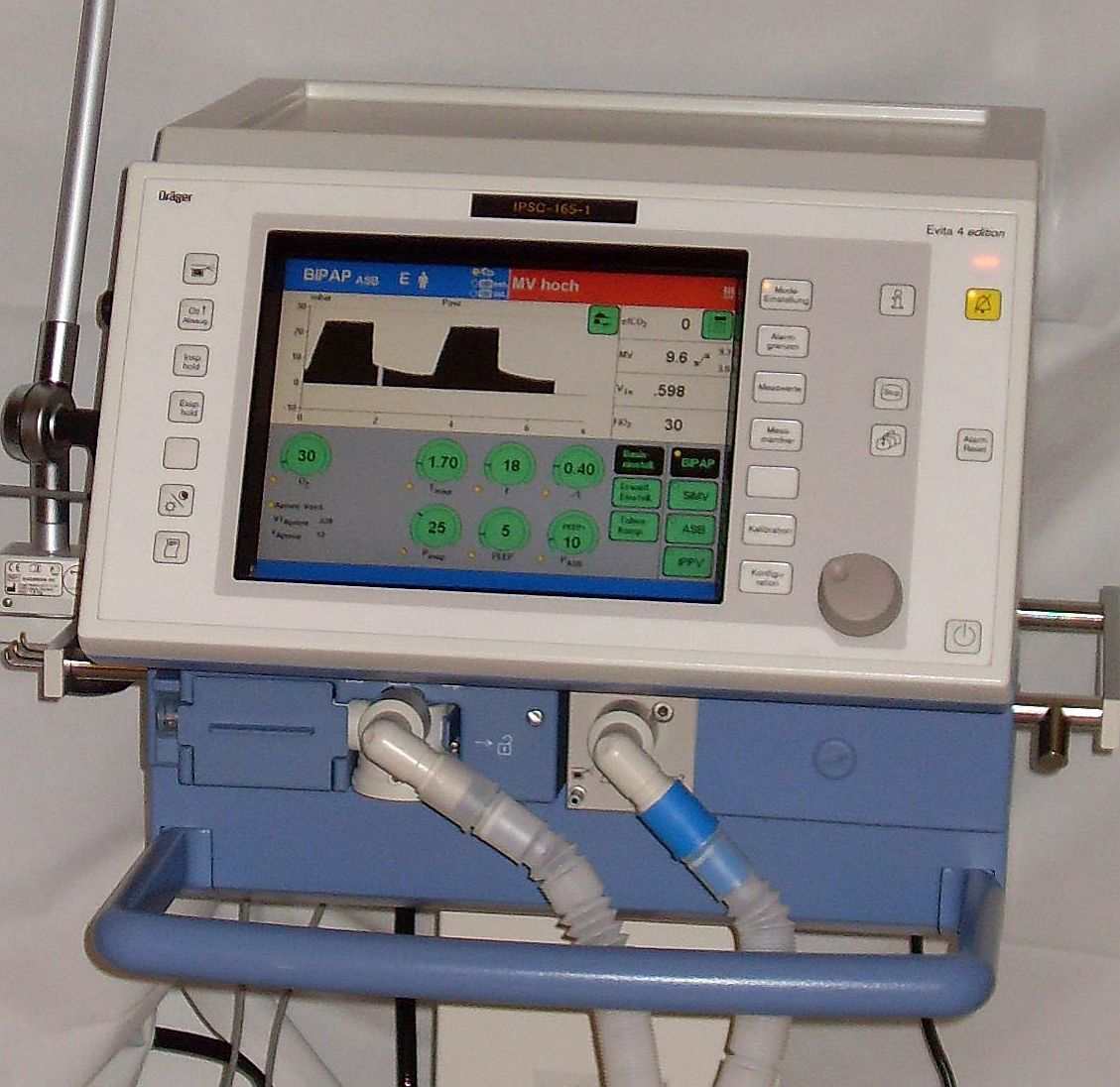
Rebreather Evita 4, 2011

La tecnologia medica rappresenta due terzi del fatturato della Drägerwerk AG & Co. KGaA e si presenta a livello societario dal 2015 come Dräger Medical AG & Co. KG e poi Dräger Medical GmbH. Dal 2003 venne costituita una joint-venture tra Drägerwerk AG (75%) e Siemens AG (25%). Nel 2009 la Drägerwerk AG & Co. KGaA riprese il 25% dalla Siemens AG. In questo ambito la società produce apparati per la respirazione in ambito medico come anestesia, terapia intensiva, medicina d'emergenza-urgenza, monitor per pazienti allettati, monitor in ambito pediatrico medicina perinatale (nel 1975 viene introdotto il respiratore Babylog). Con le sorgenti per gas medicale in ambito ospedaliero e relativi sistemi di gestione informatizzati, si completa l’offerta al cliente. Dal 1985 esiste la serie Evita che monitora la respirazione dei pazienti da quella assistita a quella spontanea.

### Sicurezza

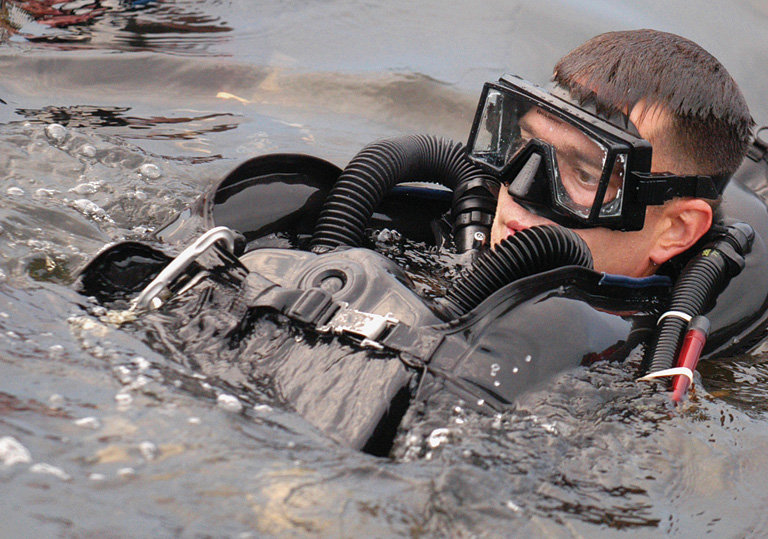
Soldato del United States Marine Corps Force Reconnaissance con LAR V, 2009

Dräger  è uno dei fornitori principali a livello mondiale di sistemi per la respirazione in ambito industriale, militare per la sicurezza come nel controllo e misurazione di gas. La parte di tecnica della sicurezza è a nome Dräger Safety AG & Co. KGaA. La società è presente con 4.000 dipendenti in 100 sedi nel mondo. Dräger Safety ha sedi produttive in Germania, Regno Unito, Cechia, USA, Svezia, Sudafrica e Cina. Prodotti di esempio sono i rilevatori di gas tossici, rilevatori di respiro per misurazione di alcolemia e stupefacenti.

## Storia

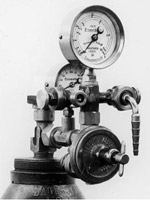
Lubeca-Ventil 1890

Il 1º gennaio 1889 venne fondata da Johann Heinrich Dräger e Carl Adolf Gerling come Dräger & Gerling con sede a Lubecca. Nello stesso anno venne brevettata la Lubeca-Ventil (‘’valvola Lubeca’’), un regolatore di pressione. Nel 1899 Dräger introduce un ‘’Finimeter’’ ovvero un manometro, per la misurazione della pressione nelle bombole. Con il medico di Lubecca Otto Roth viene introdotto il Roth-Dräger-Narkoseapparat nel 1902, per la narcosi profonda durante gli interventi chirurgici. Il sistema rimarrà in uso in Germania fino alla seconda guerra mondiale.
Negli anni successivi il figlio di Heinrich Dräger, Bernhard, entra nella società che cambia nome in Drägerwerk Heinr. und Bernh. Dräger.
Nel 1907 viene prodotto il primo sistema di sicurezza per recupero subacqueo ‘’Tauchretter’’ impiegato sugli U-Boot e il respiratore di emergenza Pulmotor; nel 1912 viene sviluppato un casco per l’immersione da palombaro. Viene sviluppata nel 1914 una tabella di decompressione. Dal 1928 al 1986 responsabile dell'azienda fu Heinrich Dräger.
Durante il nazionalsocialismo vennero occupati prigionieri di guerra. Nel 1941 furono 1.200 su 7.000 occupati. Dal campo di concentramento di Ravensbrück nel giugno 1944 vennero trasportate 500 donne alla fabbrica di Amburgo Drägerwerke presso Wandsbek. Fino all’aprile 1945 vissero presso il KZ-Außenlager Hamburg-Wandsbek del campo di concentramento di Neuengamme in baracche. Furono impiegate nella produzione di maschere anti-gas. Il responsabile del campo fu l’SS-Hauptscharführer Max Kirstein. La liberazione delle circa 550 donne avvenne nel maggio 1945 dalle truppe britanniche e dalla Croce Rossa.
Con la collaborazione tra Drägerwerk e il chirurgo di Lubecca Albert Lezius e di Paul Sudeck e Helmuth Schmidt (1895-1979) vengono perfezionati sistemi di anestesia e respirazione.
Nel 1953 viene creato un alcol test e il rebreather militare ad ossigeno Leutnant Lund II. Nel 1969 la Dräger ha un laboratorio subacqueo a Helgoland.
Dal 1970 la Drägerwerk diventa una società per azioni. Diventa presidente dopo Heinrich Dräger, il figlio Christian Dräger, in azienda dal 1961. Nel 2003 vengono vendute le divisioni aria e spazio alla britannica Cobham plc e nel 2004 acquisita la Air-Shields.
In agosto 2006 prende avvio la costruzione della sede perla divisione Medical. Nel 2010 viene eretto un monumento per le vittime dei campi di concentramento e prigionieri lavoratori.

## Struttura societaria
Drägerwerk è stata fino al 2007 una società per azioni (AG) e successivamente una Kommanditgesellschaft auf Aktien (AG & Co. KGaA). Il capitale è in 10.160.000 azioni e 7.600.000 azioni privilegiate; al 100% flottanti al TecDAX. 
Le azioni al 2018 sono al 71,32% in mano della famiglia Dräger, con la società Dr. Heinrich Dräger GmbH.
Socio accomandatario della KGaA è la Drägerwerk Verwaltungs AG, al 100% della Stefan Dräger GmbH.